# Thelotrema suboccultum
Thelotrema suboccultum är en lavart som först beskrevs av Stirt., och fick sitt nu gällande namn av Hellb. 1896. Thelotrema suboccultum ingår i släktet Thelotrema och familjen Thelotremataceae.   Inga underarter finns listade i Catalogue of Life.